# Chattuarier

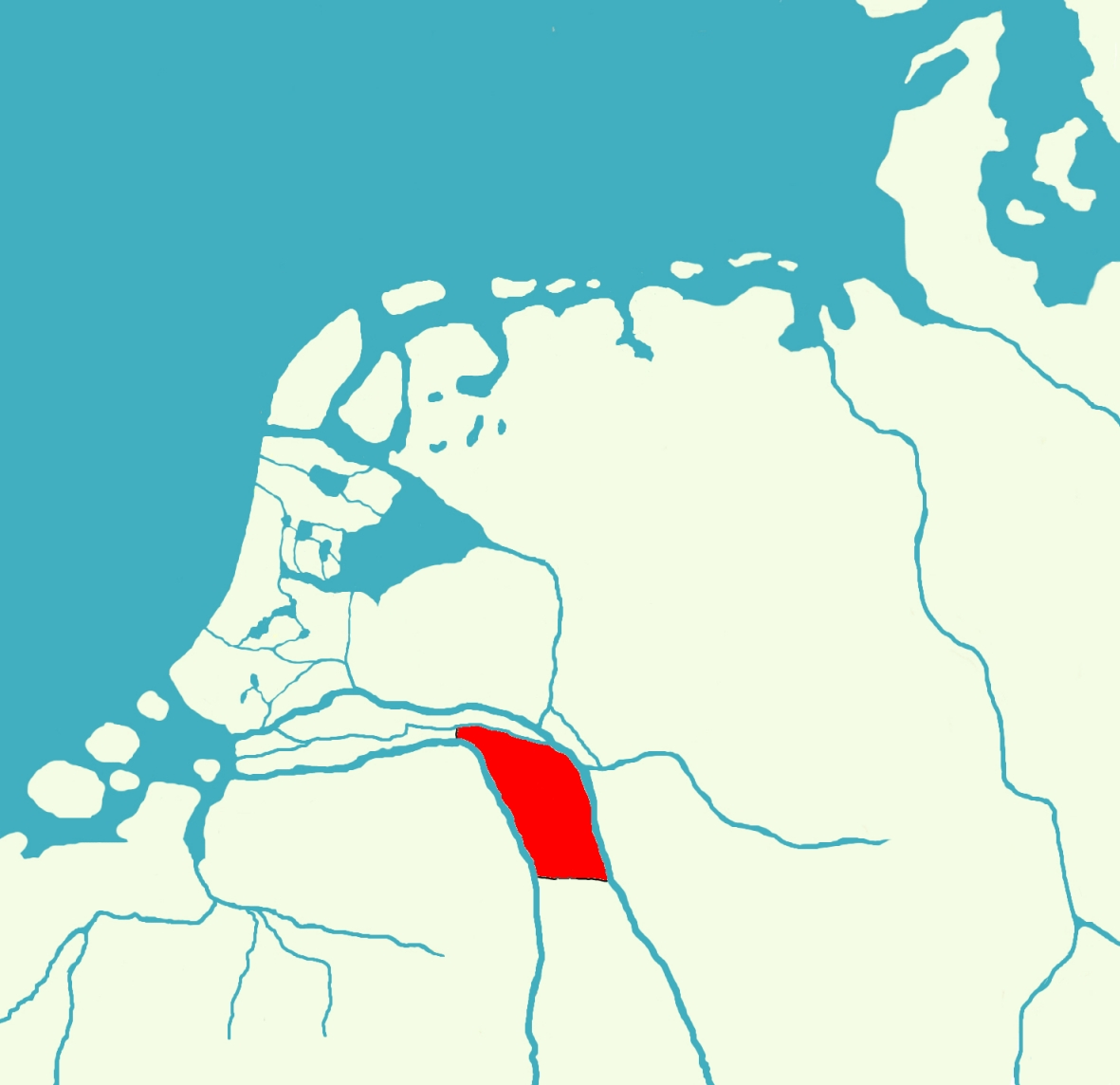
Mittelalterlicher Hattuariergau am Niederrhein, seit dem 5. Jahrhundert von den Chattuarii besiedelt.

Die Chattuarier (auch: Hattuarier, Chattwarier, Chasuaren, Hasuarier, Chasuarier, Kasuarier und Attuarier; lateinisch Attuarii und Atthuarii; altgriechisch Χαττουάριοι Chattouarioi; Altenglisch Hetware) waren ein Rhein-Weser-germanischer Stamm, der ursprünglich wohl im nördlichen Hessen an Eder und Fulda siedelte, in den ersten Jahrhunderten nach Christus aber in das Gebiet der unteren Ruhr, der Lippe und des Münsterlandes zog. Der Flussname Hetter und einige Stadtnamen wie Hattingen erinnert noch heute an sie. Sie waren Nachbarn der Brukterer und Chamaver und schlossen sich mit diesen und weiteren Stämmen im 4. Jahrhundert zum Stammesbund der Rheinfranken zusammen.
Nach ihnen war Hattuarien benannt, eine mittelalterliche Grafschaft im rheinfränkischen und Heiligen Römischen Reich, sowie der Pagus Attoriensis, ein frühmittelalterlicher Gau in Burgund.